# Gosho (Nichiren)
Els Gosho (御書, traduït al català com a "Sagrades Escriptures") són el conjunt d'escrits que va fer durant la seua vida Nichiren, monjo budista japonés i fundador del Budisme Nichiren. L'obra va ser escrita entre els anys 1260 i 1278. Els fidels de Nichiren Shōshū, Soka Gakkai, Nichiren Shū, etc. consideren l'obra de Nichiren com a cos doctrinal i objecte d'estudi i veneració. L'obra està formada per 925 llibres, dels quals 443 són assaigs doctrinals, així com també epístoles entre ell i els seus seguidors i alguns texts biogràfics.